# Biache-Saint-Vaast
Biache-Saint-Vaast är en kommun i departementet Pas-de-Calais i regionen Hauts-de-France i norra Frankrike. Kommunen ligger i kantonen Vitry-en-Artois som tillhör arrondissementet Arras. År 2022 hade Biache-Saint-Vaast 4 519 invånare.

## Befolkningsutveckling
Antalet invånare i kommunen Biache-Saint-Vaast
| Referens: INSEE |